# Parque nacional de Soomaa
El parque nacional de Soomaa (en estonio: Soomaa rahvuspark) es un parque nacional en el suroeste de Estonia. Soomaa ("tierra de ciénagas") protege a unos 370 kilómetros cuadrados, y es un sitio Ramsar con humedales protegidos. El parque fue creado en 1993, lo que lo convierte en el parque nacional más nuevo de Estonia.
El parque nacional, fue creado para proteger a las grandes turberas altas, pastizales inundables, bosques y a ríos serpenteantes. El territorio del parque nacional está cubierto por grandes ciénagas, separadas unas de otras por los ríos de la cuenca del Río Pärnu, Halliste, Raudna y Lemmjõgi. De las turberas altas, las más notables es el pantano Kuresoo, cuya empinada ladera sur, cae en el Lemmejõgi, y se eleva a 8 metros sobre una distancia de 100 m.

## Imágenes

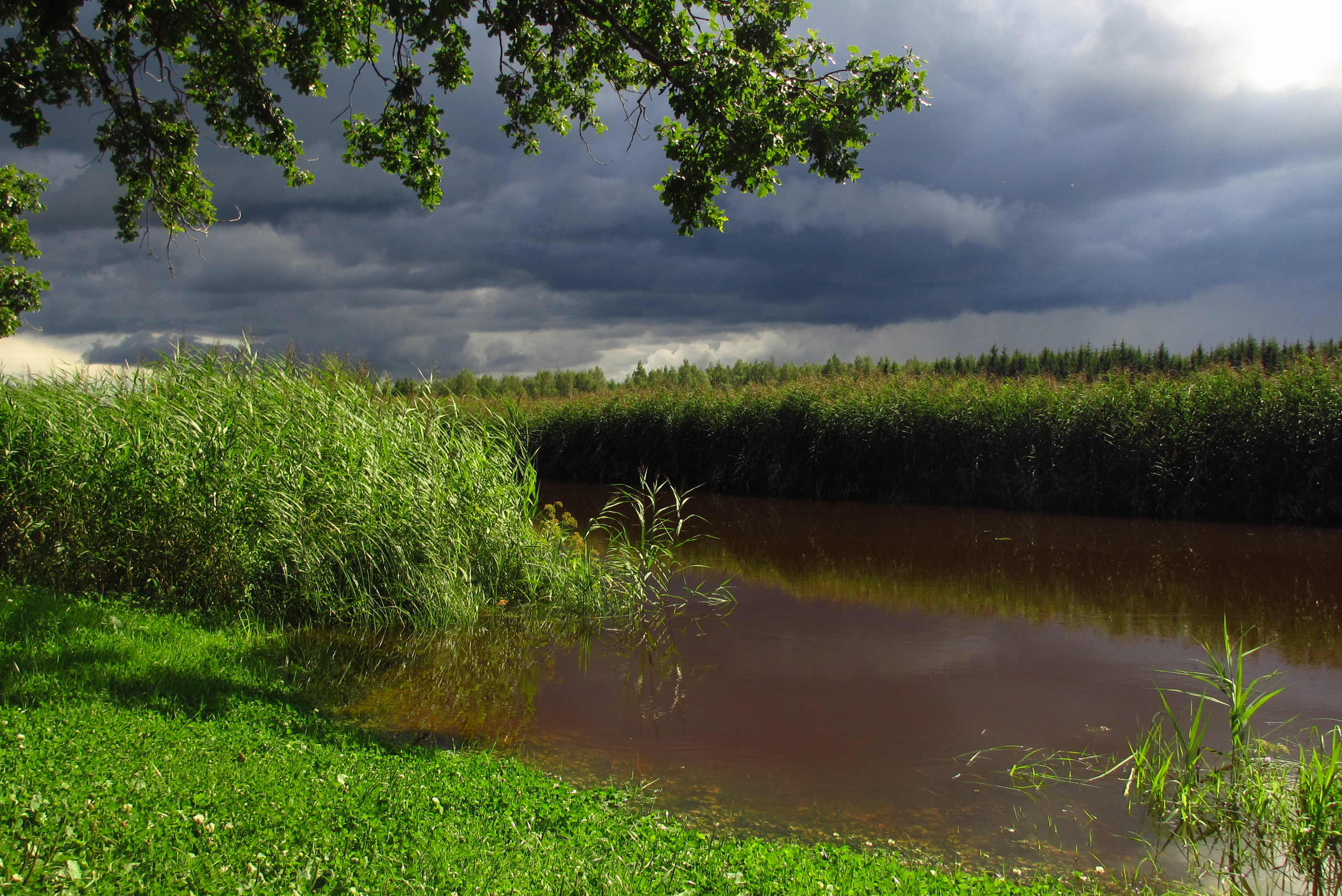
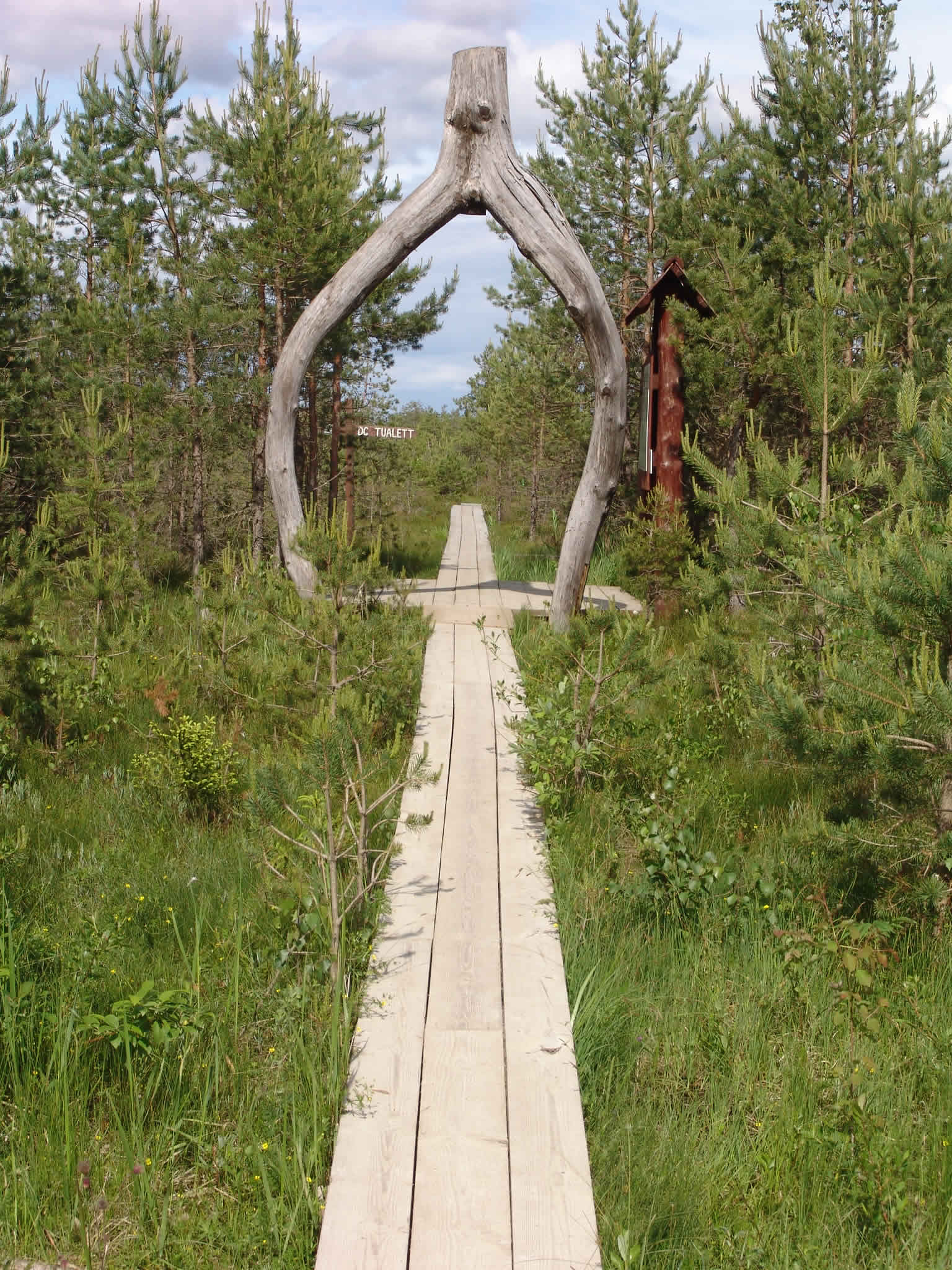
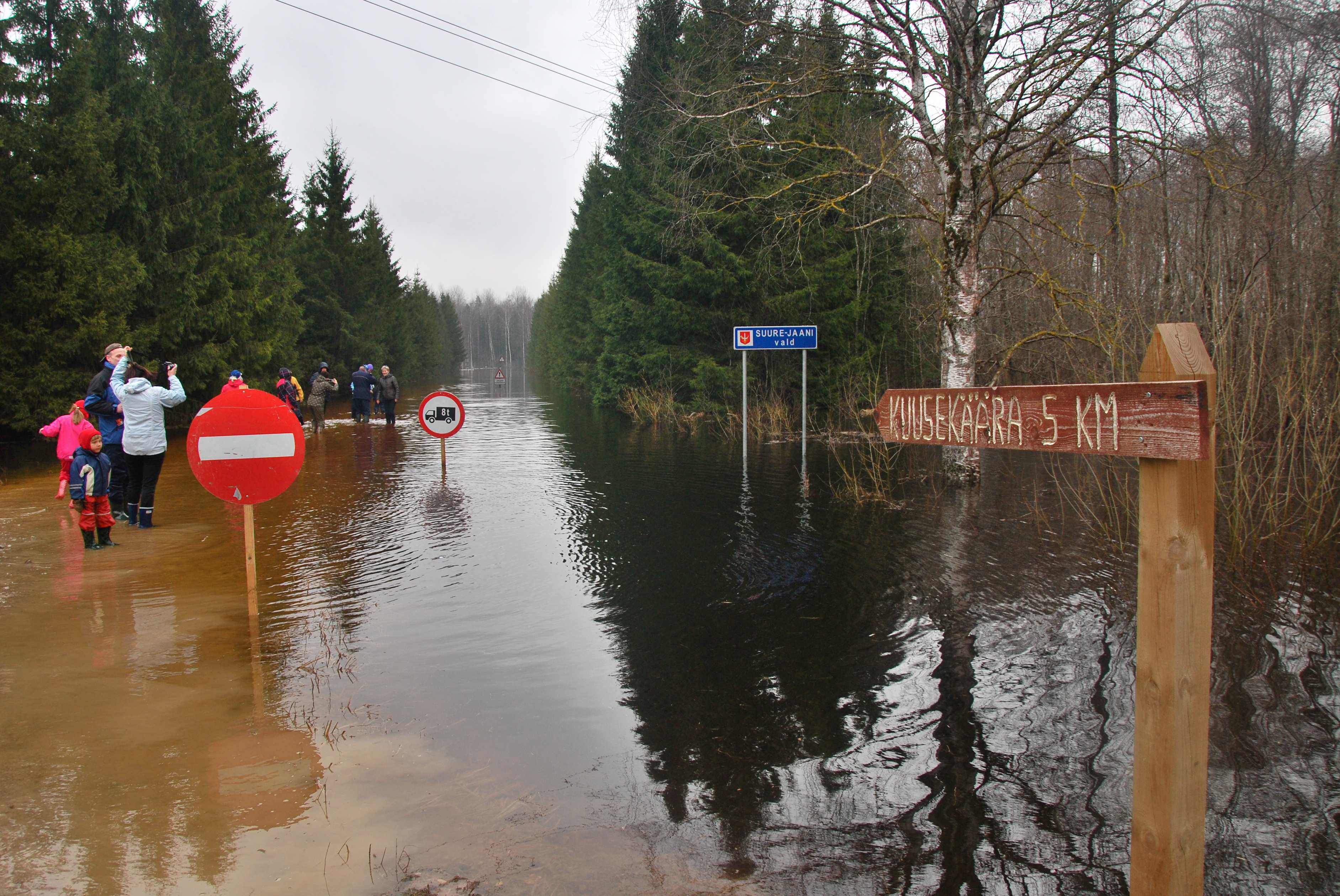
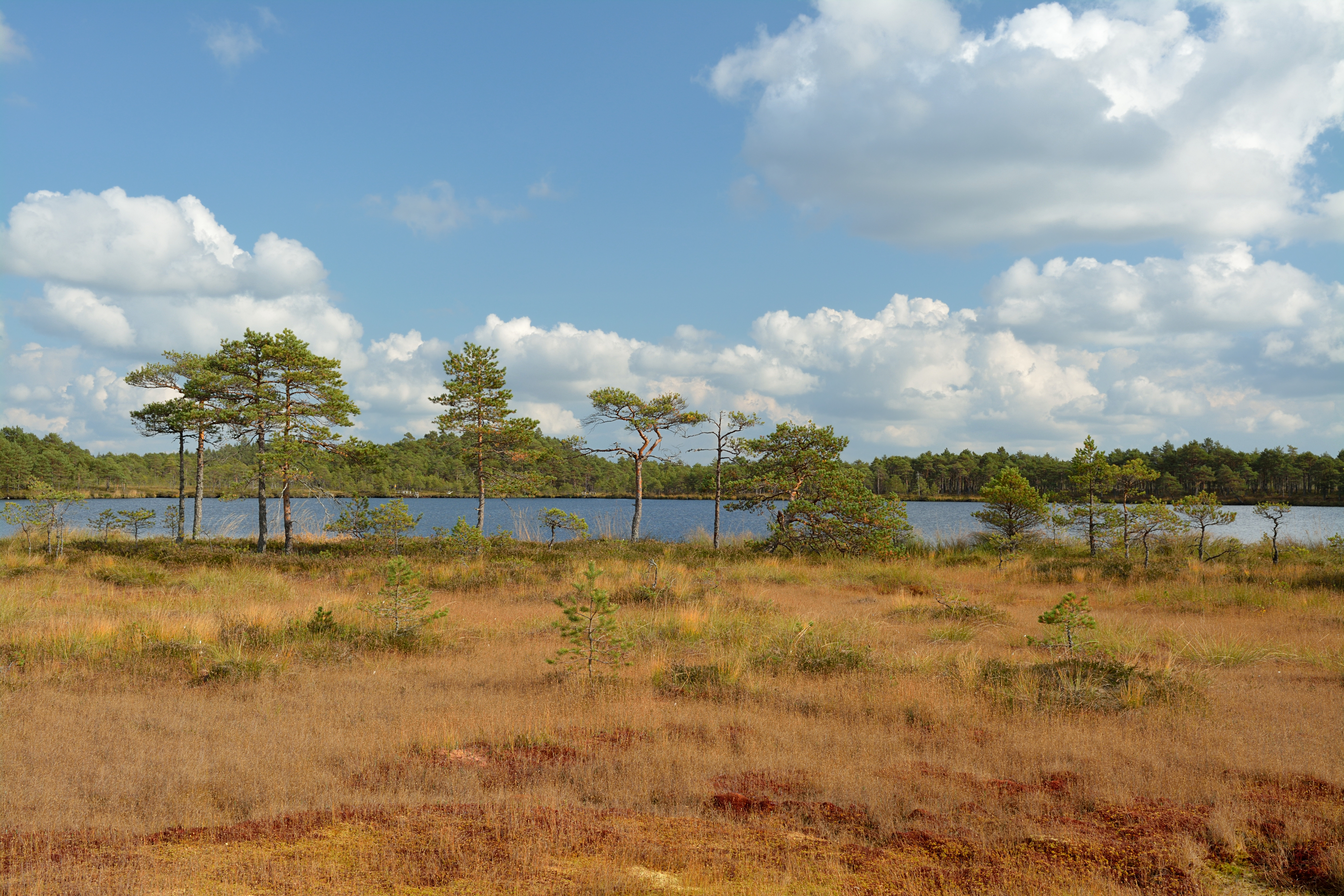